# Yoshitaka Tokunaga
Yoshitaka Tokunaga (10 de abril de 1992) é um jogador de rugby sevens japonês.

## Carreira
Yoshitaka Tokunaga integrou o elenco da Seleção Japonesa de Rugbi de Sevens, na Rio 2016, que foi 4º colocada.